# Go Go šou
Go Go šou byl zábavný televizní pořad z produkce TV Nova, který uváděli sourozenci Adéla a Dalibor Gondíkovi. Pravidelnými hosty byli také Felix Slováček se svým Big Bandem, Patrik Hezucký a Renata „Kajdžas“ Angelov.
Go Go šou byl úspěšnou televizní estrádou plnou písniček a scének, hlavně z tvorby sourozenců Gondíkových. Avšak vystupovalo zde také množství českých zpěváků, zpěvaček a tanečních skupin. Pořad byl vysílán z pardubického divadla, a to po dobu pěti let.